# Alue Siwah Serdang
Alue Siwah Serdang is een bestuurslaag in het regentschap Aceh Timur van de provincie Atjeh, Indonesië. Alue Siwah Serdang telt 522 inwoners (volkstelling 2010).